# An Elder Scrolls Legend: Battlespire
An Elder Scrolls Legend: Battlespire es un juego de rol, desarrollado y publicado por Bethesda Softworks en 1997 para la plataforma DOS, como un spinoff de la serie The Elder Scrolls.

## Argumento
En Battlespire el jugador toma el rol de un aprendiz de mago durante su prueba final como mago de batalla, en las instalaciones conocidas como Battlespire, descubre que un ejército de Daedras liderados por el príncipe Mehrunes Dagon ha asesinado a prácticamente todos y ha secuestrado al compañero del protagonista. El protagonista debe viajar a través de varios reinos de Oblivion y vencer al dios daedra para regresar sano y salvo a Tamriel.

## Sistema de juego
La jugabilidad en esta versión adolece de varias de características respecto a sus predecesores, pues no cuenta con sistema de comercio para comprar objetos, por ello carece de monedas. Además los enemigos no reaparecen en las instancias como en entregas anteriores y no están posicionados de forma aleatoria.
En esta entrega, Bethesda introduce la funcionalidad de multijugador a través la campaña en modo cooperativo, sin embargo el sistema funcionaba a través de la extinta GameSpy por lo cual actualmente no puede ser jugado usando dicha característica.